# Димитър Гелев
Димитър Гелев е български просветен деец и революционер, деец на Вътрешната македоно-одринска революционна организация.

## Биография
Димитър Гелев е роден на 11 октомври 1872 година в град Битоля, тогава в Османската империя, днес в Северна Македония. Учи до 1892 година в Солунската българска мъжка гимназия и учителства във Велес, Скопие и други. Присъединява се към ВМОРО и от 1902 година е ръководител на Скопския окръжен революционен комитет. Участва в подготовката на Илинденско-Преображенското въстание.